# غراسييلا فرنانديز
غراسييلا فرنانديز Meijide (بالإسبانية: Graciela Fernández Meijide)‏ (و. 1931 – م) هي سياسية من الأرجنتين .